# Slessor-Gletscher
Der Slessor-Gletscher ist ein Gletscher im ostantarktischen Coatsland. Er fließt aus der Shackleton Range nach Westen zum Filchner-Ronne-Schelfeis, das er zwischen der Range und den nördlich gelegenen Theron Mountains erreicht.
Aus der Luft entdeckt und später kartiert wurde er von Teilnehmern der Commonwealth Trans-Antarctic Expedition (1955–1958) unter der Leitung des britischen Polarforschers Vivian Fuchs. Benannt ist er nach John Slessor (1897–1979), Vorsitzender des Expeditionskomitees.